# Birthday (píseň, Katy Perry)

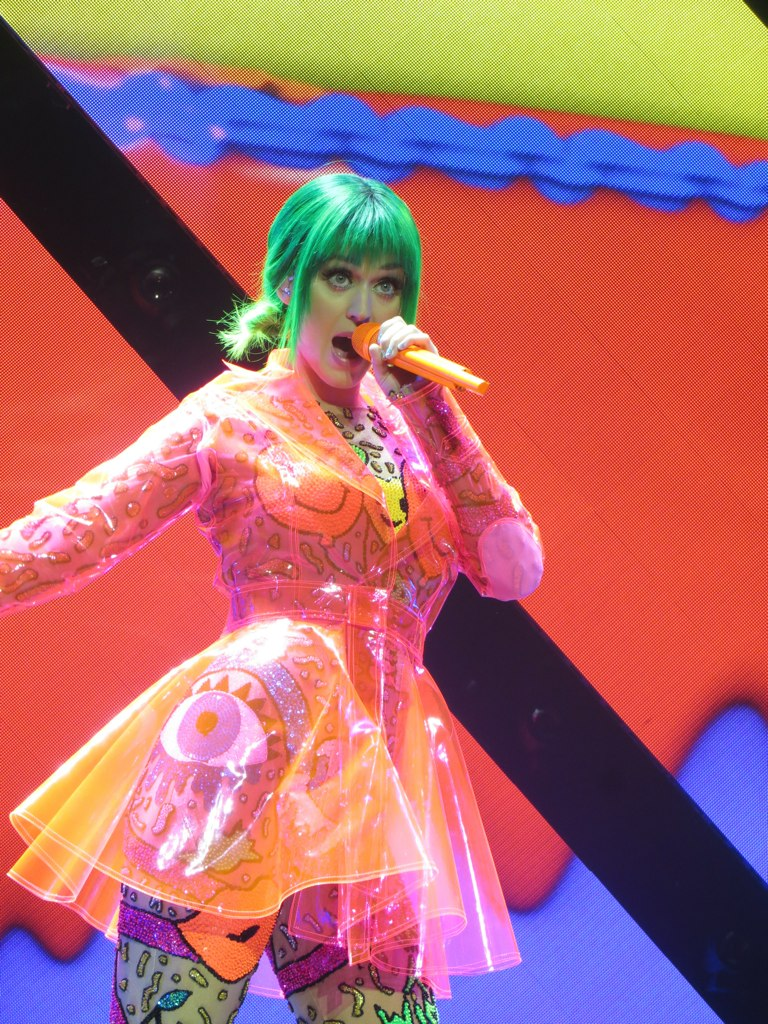
Katy zpívá Birthday na Prismatic World Tour

„Birthday“ je disco píseň americké zpěvačky Katy Perry z jejího čtvrtého studiového alba Prism (2013). Píseň napsala s Bonnie McKee a jejími producenty Dr. Lukem, Maxem Martinem a Cirkutem. Vydavatelství Capitol Records vydalo tuto píseň dne 21. dubna 2014 jako čtvrtou píseň alba.

## Hitparáda
| Země                             | Pozice (2014) |
| -------------------------------- | ------------- |
| Austrálie (ARIA)                 | 25            |
| Kanada (BIllboard)               | 2             |
| Česko (Singles Digitál Top 100)  | 32            |
| Francie (SNEP)                   | 57            |
| Německo (Official German Charts) | 69            |
| Irsko (IRMA)                     | 47            |
| Itálie (FIMI)                    | 49            |
| UK (Official Charts Company)     | 22            |
| US (Billboard)                   | 1             |